# Wenzel (Troppau-Ratibor)
Wenzel von Ratibor (auch: Wenzel I. von Ratibor und Jägerndorf; tschechisch Václav IV. Ratibořský; * um 1405; † 29. Oktober 1456) war 1424–1437 gemeinsam mit seinem Bruder Nikolaus V. Herzog von Troppau-Ratibor und Jägerndorf und ab 1437 bis zu seinem Tod alleiniger Herzog von Ratibor. Er entstammte dem Familienzweig Troppau-Ratibor der Troppauer Přemysliden.

## Leben
Seine Eltern waren Johann II. „der Eiserne“ sowie Helene von Litauen, eine Nichte des polnischen Königs Władysław II. Jagiełło. Zusammen mit seinem Vater und weiteren schlesischen Fürsten kämpfte Wenzel im sogenannten Hungerkrieg, der vier Jahre nach der Schlacht bei Tannenberg 1414 zwischen dem Deutschen Orden und Polen geführt und im Oktober des Jahres durch einen Waffenstillstand beendet wurde, auf polnischer Seite.
Obwohl Wenzel und sein älterer Bruder Nikolaus V. beim Tod des Vaters 1424 vermutlich schon volljährig waren, übernahm ihre Mutter Helene von Litauen wahrscheinlich bis 1428 die Regentschaft über deren Erbe. Außerdem titulierte sie bis 1449 als Herrin von Pleß, das ihr vermutlich als Leibgedinge zugewiesen worden war. Wenzel und sein Bruder Nikolaus V. regierten über die ererbten Gebiete bis 1437 gemeinsam. Bei der 1437 erfolgten Teilung erhielt Wenzel, der im selben Jahr heiratete, das Herzogtum Ratibor, während sein Bruder Nikolaus V. Jägerndorf, Freudenthal, Rybnik, Pleß und Bauerwitz nahm.
Nachdem Ende 1437 der Böhmische Landtag mehrheitlich den Habsburger Albrecht II. zum Nachfolger des böhmischen Königs Sigismund wählte und eine Minderheit den noch nicht elfjährigen Kasimir, Sohn des polnischen Königs Władysław III., überfiel im September 1438 ein polnisches Heer verwüstend Oppelner und Ratiborer Gebiete. Daraufhin erklärte sich Wenzel von Ratibor sowie Wenzel I. von Zator und dessen Brüder Primislaus/Przemko III. von Tost und Johann IV. von Auschwitz zu einer bedingten Anerkennung des elfjährigen Kasimir bereit. Allerdings huldigten im November 1438 alle schlesischen Fürsten und Stände in Breslau dem gewählten König Albrecht II.
Nach dem Tod seines Bruders Nikolaus V. 1452 übernahm Wenzel von Ratibor die Vormundschaft über dessen minderjährige Söhne Johann IV. d. Ä. und Wenzel von Rybnik. Trotzdem übte ihre Stiefmutter Barbara Rockenberg bis 1464 die Regentschaft über Ratibor, Jägerndorf, Freudenthal und Rybnik aus. Von 1452 bis 1462 war sie Herrin von Pleß, das ihr vermutlich als Leibgedinge zustand.
Wenzel von Ratibor starb 1456. Sein Leichnam wurde in der Kirche des Racibórz|Ratiborer Dominikanerklosters beigesetzt.

## Familie
Im Dezember 1444 oder im Januar 1445  vermählte sich Wenzel von Ratibor mit Margareta von Szamotuły († 1464), einer Tochter des Meseritzer Kastelans Vinzenz von Szamotuły. Der Ehe entstammten die Kinder
1. Johann III. d. J. († 1493), ⚭ um 1478 Magdalena († 1501), Tochter des Oppelner Herzogs Nikolaus I.
2. Katharina († um 1480), ⚭ Włodko/Władisław von Danaborz († 1467)
3. Helena († um 1480), ⚭ Jan von Ostroróg († 1501), Palatin von Posen
4. Anna († um 1480)